# 이주호 (1961년)
이주호(李周浩, 1961년 2월 17일~)는 대한민국의 대학 교수 출신 정치인이다.  한국개발연구원 국제정책대학원 교수이자 제6대 사회부총리 겸 교육부 장관이다. 경북 칠곡출신. 본관은 전주.
KDI 부교수, 부연구위원, 연구위원과 미국 콜게이트대학교 석좌교수를 역임했다. 2004년 ~ 2008년 한나라당 비례대표로 제17대 국회의원을 지냈고, 이명박 정부에서
대통령 교육과학문화수석비서관, 2009년 교육과학기술부 제1차관, 2010년 ~ 2013년 교육과학기술부 장관을 역임했다. 2022년 11월 사회부총리 겸 교육부 장관이 되고, 2025년 5월 2일부터 6월 4일까지 대통령 권한대행직을 수행하였다.

## 생애
대구 동덕초, 대성중, 청구고등학교를  졸업했다. 1985년 2월 서울대학교 사회과학대학 무역학과에서 경제학사, 동 대학원 진학 후 경제학석사를 받고 도미, 1990년 8월 미국 코넬대학교 대학원에서 경제학 박사를 취득 후, 귀국했다. 1990년 6월 한국개발연구원 국민경제제도연구원 책임연구위원으로 임용되었으며, 1998년 한국개발연구원 국제정책대학원대학교 부교수, 교수로 활동했다.
2004년 제17대 국회의원이 되고 국회 교육위원회 위원을 지냈다. 2007년 제17대 대통령직인수위원회에 참여, 대통령직인수위 사회교육문화분과위원회 간사로 활동했다. 2008년 대통령비서실 교육과학문화수석비서관, 2009년 교육과학기술부 제1차관을 거쳐 교육과학기술부 장관을 역임하였다. 2020년 4월부터 2022년 9월 29일까지 (사)아시아교육협회 초대 이사장으로 재임했다.
2002년 9월부터 2003년 6월 미국 콜게이트대학교 석좌교수,2016년 5월부터 2022년 9월에는 울산대학교 재단 이사로도 활동했다.
윤석열 정부에서 사회부총리 겸 교육부 장관에 임명되었으며, 2025년 5월 1일 대통령권한대행 국무총리 한덕수의 사퇴 직전, 부총리 겸 기획재정부장관 최상목의 사퇴로 5월 2일부터 6월 3일까지 대통령 권한대행 국무위원직을 맡아보았다.

## 학력
- 1973년 대구 동덕국민학교 졸업
- 1976년 대구 대성중학교 졸업
- 1976년 3월~1979년 1월 청구고등학교 졸업
- 1979년 3월~1983년 2월 서울대학교 무역학과 학사
- 1983년 3월~1985년 2월 서울대학교 대학원 국제경제학 석사
- 1986년 7월~1990년 8월 미국 코넬대학교 대학원 경제학 박사

## 경력
- 1985년 ~ 1986년 육군 소위 예편
- 1990년 6월~1991년 12월 한국개발연구원 국민경제제도연구원 책임연구원
- 한국개발연구원(KDI) 책임연구원
- 1991년 12월~1994년 KDI 부연구위원[1][2]
- 1992년 국민경제교육연구소[3]
- 1994년~1997년 12월 KDI 연구위원
- 1994년 3월~ 교육개혁위원회 인력정책담당 전문위원(겸임)
- 1996년 5월~ 1997년 1월 대통령실 직속 노사관계개혁위원회 전문위원(겸임)
- 1996년 12월~1998년 12월 : 노동부 고용정책전문위원회 위원
- 1998년 1월~2003년 6월 KDI 국제정책대학원 부교수
- 1998년 10월~2000년 12월 교육부 교육정책심의회 위원
- 1999년~ 교육개혁포럼 간사
- 교육개혁포럼 운영위원
- 2000년~2001년 한국노동경제학회 노동경제논집 편집위원
- 2001년~2003년 한국여성정책연구원 연구자문위원
- 2001년 6월~2004년 5월 한국직업교육학회 이사
- 2001년 7월~2002년 8월 KDI 국제정책대학원 교학처장
- 2002년 3월~2004년 5월 한국노동경제학회 이사
- 2002년 9월~2003년 6월 미국 콜게이트대학교 석좌교수
- 2003년 6월~2022년 KDI 국제정책대학원 교수
- 2003년 7월~2004년 5월 KDI 국제정책대학원 교육개혁연구소 소장
- 2004년 4월 15일: 대한민국 제17대 국회의원 선거 당선(비례대표, 한나라당, 초선)
- 2004년 5월~2008년 2월 제17대 국회의원(비례대표, 한나라당, 초선)
  - 17대 국회 교육위원회 위원(겸임)
  - 교육부 교육정책심의회 위원
- 2005년 1월~2006년 7월 한나라당 제5정책조정위원회 위원장
- 2006년 7월~2007년 9월 한나라당 제5정책조정위원회 위원장
- 2006년 8월~2008년 8월 재단법인 여의도연구원 이사
- 2007년 7월 한나라당 국민검증위원회 위원
- 2007년 9월~2008년 3월 한나라당 제5정책조정위원장
- 2007년 12월~2008년 2월 제17대 대통령직인수위원회 사회교육문화분과위 간사
- 2008년 2월 10일[4]~2008년 6월 대통령실 교육과학문화수석비서관
- 2009년 1월~2010년 8월 교육과학기술부 제1차관
- 2010년 8월~2013년 3월 제3대 교육과학기술부 장관
- 2011년 4월 국제과학비즈니스벨트 위원장
- 2011년 4월~2013년 국무총리실 산하 콘텐츠산업진흥위원회 당연직위원(겸임)
- 2013년 3월~ 한국개발연구원(KDI) 국제정책대학원 교수
- 2014년 2월 한반도선진화재단 이사
- 2015년 9월 UN 글로벌 교육재정위원회 위원
- 2018년 ~ 2019년 한국개발연구원 지식경제연구부 연구위원 겸임
- 2018년 한반도선진화재단 정책위원장[5]
- 2016년 5월~2022년 9월 울산대학교 재단 이사
- 2019년 10월~2021년 8월 미국 브루킹스연구소 선임연구위원
- 2020년 4월~2022년 9월 29일 아시아교육협회 이사장
- 2021년 4월~2022년 9월 케이정책플랫폼 이사장
- 2022년 4월 : 제8회 전국동시지방선거 서울시교육감 예비후보자[6]
- 2022년 6월~2022년 7월 : 민선 8기 임태희 경기도교육감직 인수위원회 위원장
- 2022년 11월~2025년 : 사회부총리 겸 교육부 장관
- 2022년 11월~2025년 : 유네스코한국위원회 위원장 겸 집행위원회 위원장
- 2022년 11월~2025년 : 대통령직속 국가생명윤리심의위원회 정부위원
- 2022년 12월~2025년 : 저출산고령사회위원회 정부위원
- 2023년 7월~2025년 : 대통령 직속 지방시대위원회 당연직위원
- 2024년 4월~2025년 : 대통령 직속 의료개혁특별위원회 위원
- 2025년 5월 2일~6월 3일: 대통령 권한대행
- 2025년 5월 2일~2025년 7월 3일: 국무총리 직무대행

## 수상 경력
- 2005년 11월 : 국정 감사 활동 우수 국회의원 선정(교육위원회), 바른사회를 위한 시민회의
- 2017년 1월 : 올해의 코넬인상, 美 코넬대 한국동문회

## 가족
- 아버지: 이종구(2018년 1월 11일 사망)
- 배우자: 박은진
- 자녀: 1녀

## 관련 항목
- 대통령 권한대행
- 최상목

## 역대 선거 결과
| 실시년도 | 선거   | 대수 | 직책     | 선거구   | 정당     | 득표수      | 득표율          | 순위          | 당락 | 비고 |
| -------- | ------ | ---- | -------- | -------- | -------- | ----------- | --------------- | ------------- | ---- | ---- |
| 2004년   | 총선   | 17대 | 국회의원 | 비례대표 | 한나라당 | 7,613,660표 | \| \| 35.76% \| | 비례대표 12번 |      | 초선 |
|          | 35.76% |      |          |          |          |             |                 |               |      |      |

## 소속 정당
| 소속 정당 | 소속 정당  | 소속 기간 | 비고      |
| --------- | ---------- | --------- | --------- |
|           | 한나라당   | 2004~2008 | 정계 입문 |
|           | 무소속     | 2008~2010 | 탈당      |
|           | 한나라당   | 2010~2012 | 복당      |
|           | 새누리당   | 2012~2017 | 당명 변경 |
|           | 자유한국당 | 2017~2020 | 당명 변경 |
|           | 미래통합당 | 2020      | 합당      |
|           | 국민의힘   | 2020~2022 | 당명 변경 |
|           | 무소속     | 2022~현재 | 탈당      |

## 같이 보기
- 대한민국 제17대 국회의원 선거 한나라당 후보 목록#비례대표
- 대한민국의 사회부총리
- 대한민국의 국무총리
- 대한민국의 교육부 장관
- 대한민국의 교육부 차관
- 대한민국의 대통령 권한대행